# Árucikk
Árucikknek nevezzük a közgazdaságtanban azon termékeket vagy szolgáltatásokat, amelyek helyettesíthetők. Ez azt jelenti, hogy a piac az árucikk példányait teljesen vagy megközelítőleg azonos értékűnek tekinti függetlenül az előállítótól.
Egy árucikk árát általában a teljes piac alapján állapítják meg. A hozzáférés körének tágulásával a haszonkulcs általában csökken, és ezzel együtt mérséklődik a külső tényezők (például a márkanév) befolyása is.
Az árucikkek legtöbbször nyersanyagok, alapanyagok, bányászati és mezőgazdasági termékek, vagy tömegtermelésben előállított, nem specializált tárgyak (vegyszer, számítógépes eszközök).

## Jellemzés
Az árucikket a közgazdaságtan olyan terméknek, illetve olyan szolgáltatásnak tekinti, aminek teljes vagy részleges, de mindenképpen lényeges átalakíthatósága van. Eszerint az adott árucikk példányait a piac közel azonosnak tekinti, nem veszi figyelembe a termék eredetét. Karl Marx szerint "A búza ízéről nem lehet megmondani, hogy azt egy orosz jobbágy, egy francia paraszt vagy angol kapitalista termelte-e meg"

Modern példa az árucikkekre a réz és a kőolaj: mindkettő árát pusztán a kereslet és kínálat szabja meg, kereskedelmük egy globális piacon történik.
Nem árucikkek azok a termékek, amiknek árát a létükön túl más tulajdonságok, például márkanév, eredet vagy (vélt vagy valós) minőség is meghatározza. Ilyen termék a mobiltelefon vagy az autó, mindkettő esetén nagyságrendi mértékű különbségek lehetnek az előállítótól függően az egyes termékek árában.
Egy árucikk árát a piac egésze határozza meg, a jó árucikkekkel élénken kereskednek a közvetett és közvetlen piacon.

### Kemény árucikkek
A kemény árucikkek a bányászati úton előállított termékek. Ilyen a réz vagy a vasérc.

### Puha árucikkek
A puha árucikkeket főleg a mezőgazdaságban termelik. Puha árucikk a marha vagy a búza.

### Energiatermékek
Ezeket a termékeket energia előállítására és szállítására használják. Energiatermék a villamos áram, a szén vagy a földgáz. A villamos áramnak a legjellemzőbb tulajdonsága, hogy előállítása után azonnal fel kell használni, nem tárolható.

## Áruátalakítás
Áruátalakításnak nevezzük azt a jelenséget, amikor egy árucikknek megszűnik a kínálati piacon a differenciálódása. Ez általában a megtermeléséhez szükséges szellemi tőke terjedésével történik. Ilyen például, amikor az árrés következtében nem egy árucikk, hanem az előállítója válik piaci szereplővé. Ennek legjobb példái a generikus gyógyszerek vagy a DRAM-chipek. A New York Times egy cikke szerint a multivitamin-kiegészítők estek árukapcsolás áldozataivá: egy 500 mg-os kalciumtabletta értéke a vásárló számára független a gyártótól, így a szupermarketek ezeket ömlesztve értékesítik, nem márka szerint válogatva. Ennek következtében nanotermékek jönnek létre a gyártók prémium haszonkulcsai által.
Az árucikk és megkülönböztethető termék különbsége nem bináris helyzet, hanem spektrumot alkot, az árucikkek esetén a termelők szerint kisebb-nagyobb különbségek lehetnek és a megkülönböztethető termékek a piacon többé-kevésbé árucikk viselkedést mutatnak. Még a villamos energia sem teljesen tiszta árucikk, hiszen az előállítás módja szerint a környezettudatos vásárlók a termelők között különbséget tehetnek. A helyi piacon is hasonló jelenségek figyelhetőek meg. A tej, a tojás vagy a nyomtatópapír ugyan a legtöbb vásárló számára azonos értéket hordoz, de egyes piaci szereplők számára a "bio vagy nem bio", a "ketreces vagy szabadföldi" és hasonló megkülönböztetések lényegesek lehetnek. Ennek következtében az árucikkek szükséges homogenitása megszűnik, a piaci szereplők megkülönböztethetővé válnak.

## Globális kereskedelem
2011. október 28.-án az alábbi 13 vállalat volt a globális kereskedelem legmeghatározóbb szereplője:
1. Vitol
2. Glencore International AG
3. Trafigura
4. Cargill
5. Salam Investment
6. Archer Daniels Midland
7. Gunvor (company)
8. Mercuria Energy Group
9. Noble Group
10. Louis Dreyfus Group
11. Bunge Limited
12. Wilmar International
13. Olam International

## Árukereskedelem
Eredeti értelemben az áru olyan termék, amit sok termelő nagy mennyiségben állít elő. Az áru értékét a szerződésben lefektetett érték határozza meg, nem a minőség.
A termékpiacok kimagaslóan hatékonyak, amikor a felosztás megegyezik a keresleti áruszegmensekkel. Az ilyen piacok hamar követik a kereslet és a kínálat változásait, ezzel hamar elérve az egyensúlyi állapotot. Az árucikk-index pedig a befektetők expozícióját segíti.
A befektetések diverzifikációja és az infláció mérséklése érdekében a nyugdíj és az állami befektetési alapok tőkét vezetnek az árucikk-piacokba.

## Árukészlet
Az áruk felhalmozása kis készletek esetén változékonnyá teszi a jövőbeli árakat, és könnyen készlethiányhoz vezet. Az elméleti közgazdászok szerint a felhalmozás ugyanakkor kényelmi hozamot hoz létre. Ugyan az áruk felhalmozásáról ne állnak rendelkezésre közös nyilvántartások, de egymástól független leltárak igen. Egy 2006-os vizsgálat a felhalmozás okozta veszélyekről 31 különböző árucikket vett figyelembe.

## A munkaerő
A politikai gazdaságtanban (mind a klasszikus, mind a Karl Marx-féle esetén) az áru az emberi tevékenység által létrejött termék vagy szolgáltatás. Mint ilyen, az áru a termelőtől, azaz az embertől elválasztódik, ugyanakkor a felhasználási igény miatt az áru értéket képvisel az ember számára.
A társadalom kialakulásával párhuzamosan az ember felfedezte, hogy termékeket és árucikkeket nyújthat termékekért és szolgáltatásokért cserébe. Ez a szemlélet hozta létre az "árucikk" fogalmat. Az áru tehát ebben a szakaszban olyan kereskedelmi objektum, amit a piacon árulnak vagy cserélnek.  Az áru értékesítését azonban nem könnyíti meg a "használati érték", így szükséges egy "piaci érték" is , egy olyan mérőszám, ami a piaci értékesítést teszi lehetővé.
Marx előtt a közgazdászok komoly vitákat folytattak arról, hogy a piaci értéknek mik az összetevői. Adam Smith szerint ezek a bérleti díj, a profit, a munkaerő és a termelőeszközök amortizációja. David Ricardo ezt annyiban módosította, hogy a piaci értéknek minden esetben összetevője a befektetett munka az előállítás során. Habár fenntartotta, hogy az árucikk árát a termelők munkája határozza meg, észrevette, hogy a piaci árnak csak egy részét teszi ki a munka elvégzésére fordított összeg. A piaci ár és a kifizetett munka különbsége a profit a kapitalista társadalomban, mivel a tőkés birtokolja a termelési eszközöket, azaz a termelés fizikai helyét, a nyersanyagokat és az áru előállításához szükséges gépeket vagy műszereket.
Marx elemzésének célja az áruk értékének meghatározása volt, ehhez a munkaerő-elméletet állította fel. Ezt a problémát először Adam Smith, David Ricardo és Karl Rodbertus-Jagetzow közgazdászok vitatták meg. Mindhárman elutasították azt a nézetet, hogy egy bármilyen termék árfolyamának egészét a munkaerő tenné ki, inkább változó mértékben a kereslet és kínálat alapján próbálták meghatározni egy termék árát. Marx ezzel szemben azt állította, hogy az ár és az érték nem szinonimák, mivel az ár a kereslet és kínálat függvénye, az érték ellenben egy állandó minőségjelző, amit az áru előállítása határoz meg.
Már Marx előtt azzal érveltek, hogy a munka mennyisége az értéket nem határozhatja meg, mivel ebben az esetben egy képzetlen munkás által előállított termék értéke a ráfordított több idő miatt magasabb lenne, mint egy képzett munkásé. Marx azonban rámutatott, hogy a társadalomban az átlagosan előállításra fordított idő jelentkezik, amit ő társadalmilag szükséges munkaidőnek nevezett. Szerinte ez az alapja annak, hogy megállapítsuk a termék értékét. A modern közgazdasági elméletek ezt a megkülönböztetést teljesen elhagyják, a klasszikus értékdefiníciós kérdések így nem is jelentkeznek. A nem-klasszikus elméletekben a kérdésnek nincsen jelentősége, a kategorizálás értelmetlen.

## Fordítás
- Ez a szócikk részben vagy egészben  a   Commodity című angol Wikipédia-szócikk fordításán alapul.  Az eredeti cikk szerkesztőit annak laptörténete sorolja fel. Ez a jelzés csupán a megfogalmazás eredetét és a szerzői jogokat jelzi, nem szolgál a cikkben szereplő információk forrásmegjelöléseként.